# Pereira, Colombia
Thành phố Pereira là thủ đô của tỉnh Risaralda Colombia. Thành phố tọa lạc ở trung tâm của khu vực phía tây đất nước, nằm trong một thung lũng nhỏ hạ thấp xuống từ một phần của dãy núi Andes phía tây. Vị trí chiến lược của nó trong khu vực sản xuất cà phê khiến cho thành phố một trung tâm đô thị ở Colombia, ngoài ra cũng nhờ cự ly gần gũi so với Bogotá, Cali và Medellin - và ra biển và sân bay lớn nhất trong toàn bộ khu vực. Trong năm 2018, theo báo cáo dân số thành phố là 709.322 người.

## Lịch sử
Khu vực Pereira ngày nay đã có người ở trước thời thực dân châu Âu, đã là nơi sinh sống của bộ lạc Quimbaya hung tợn. Họ là những người nổi tiếng với các tác phẩm nghệ thuật làm bằng vàng, được coi là một trong những sản phẩm tốt nhất của tiền Columbus Mỹ. Người Tây Ban Nha thành lập khu định cư đầu tiên của họ trong khu vực vào khoảng năm 1540. Thị trấn Cartago lần đầu tiên được thành lập ở đây bởi Jorge Robledo và Diego de Mendoza, người Tây Ban Nha, năm 1691 thị trấn đã được di chuyển khoảng đến vị trí ngày nay.
Mãi về sau, năm 1816, anh em José Francisco và Manuel Pereira đã trú ẩn ở khu vực này sau thất bại của Simón Bolivar và quân đội yêu nước của ông trong trận Cachirí. Pereira Francisco Martinez muốn thiết lập một thành phố trên khu vực nơi đã bảo vệ anh ta và anh trai của ông khỏi người Tây Ban Nha. Ngày 24 tháng tám 1863, bốn ngày sau khi chết, linh mục Antonio Cañarte Remigio đứng đầu một đoàn caravan từ Cartago, và thành lập thành phố Pereira sáu ngày sau đó (ngày 30 tháng 8) tại các vị trí nay là "Plaza de Bolivar".
Theo thời gian, người định cư từ Antioquia đến khu vực này và định cư trong thành phố. Đây là một phần của việc mở rộng Antioquian đã phát triển nhiều của Colombia. Pereira đã được đặc biệt ưa thích bởi vị trí kinh tế chiến lược của nó, đất đai màu mỡ, và thời tiết tốt. Những người định cư đã trồng nhiều cà phê chất lượng cao trong đất núi lửa giàu khoáng sản của dãy Andes, và nó vẫn là cây trồng quan trọng nhất sản xuất trong khu vực, mà là ở trung tâm của "trục cà phê" (eje cafetero) khu vực.
Những người di cư đã đến Pereira không chỉ từ Antioquia, mà còn từ Valle del Cauca, Bogotá, và các thành phố lớn khác Colombia. Tuy nhiên, trong cuộc suy thoái kinh tế của năm 1999, và những năm tăng trưởng thấp của năm 2000 và 2001, nhiều dân Pereiran di cư sang Hoa Kỳ và Tây Ban Nha. Một số khu dân cư cụ thể, như các khu phố được gọi là Cuba, được cho là trung bình ít nhất một thành viên trong gia đình sống ở nước ngoài. 

## Kinh tế
Pereira có cơ cấu kinh tế đa dạng, khu vực sơ cấp chiếm 5,7% tổng sản phẩm nội thị, khu vực thứ cấp chiếm tỷ lệ đáng kể với mức 26,2% và khu vực thứ ba chiếm lớn nhất với mức 68,1%. Mức tăng GDP của Pereira GDP đạt 3,7% trong năm 2004, lượng kiều hối từ kiều dân sinh sống ở nước ngoài có tác động lớn đến tiêu thụ, cùng với yếu tố giá cả cao hơn của dầu mỏ, than, niken, cà phê. Những phát triển này đã được phản ánh trong sự gia tăng cả cung và cầu của hàng hoá và dịch vụ.
Nông nghiệp là đa dạng thành phố có khoảng 35 loại hình canh tác trong đó 70% là trồng cây lâu dài, 8% là cây hàng năm và 22% là ngắn ngày, nhưng lần lượt các giá trị gia tăng tập trung ở cà phê. Ngành chăn nuôi đang tăng tầm quan trọng. Ngành công nghiệp sản xuất gồm các công ty sản xuất quần áo và hàng may mặc, chẳng hạn như INCOCO, Kosta Azul, Gino Pascalli, Arthur Street.